# دتو ماریانو
دتو ماریانو (ایتالیایی: Detto Mariano؛ زادهٔ ۲۷ ژوئیهٔ ۱۹۳۷ - ۲۵ مارس ۲۰۲۰) آهنگساز، تهیه‌کننده موسیقی، موسیقی‌دان و نوازنده پیانو اهل ایتالیا بود.
از جمله فیلم‌هایی که وی در آن مشارکت داشته است، می‌توان به راتاتاپلان، با ببرها بازی نکنید، فروشگاه بزرگ، کروسان با خامه، شنبه، یکشنبه و جمعه، همسر در سفر… دل‌داده در شهر، شکر، عسل و فلفل، اسب عریان، اسپاگتی در نیمه‌شب، لطفاً مراقب آملیا باش، رام کردن زن سرکش و عشاق و دیوانگان اشاره کرد.